# Carl Peter Dahlgren
Carl Peter Dahlgren, född 1804, död 1893, var bankokommissarie i Stockholm. Han blev känd genom sitt engagemang i välgörande anstalter och föreningar.

## Biografi

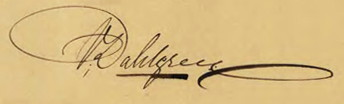
Dahlgrens signatur 1855.

Carl Peter Dahlgren var äldsta son till hovjägmästaren vid Kungliga Djurgården, Johan Eric Dahlgren (1771-1836). Vid sidan om sin befattning på Sveriges riksbank ägnade han sig åt verksamheter i allmänhetens tjänst. År 1846 invaldes han i Hedvig Eleonora församlings kyrko- och skolråd och kvarstod som dess ledamot ända till 1882. Han lade ner ett omfattande arbete i föreningar och inrättningar som  Manillaskolan,  Prins Carls uppfostringsinrättning för fattiga barn på Gålön, Patriotiska sällskapet och Almska stiftelsen. Han var tillsammans med professor Magnus Huss en av initiativtagarna för tillkomsten av Kronprinsessan Lovisas vårdanstalt för sjuka barn, som öppnade 1854. Han engagerade sig även i Stockholms tekniska utveckling och blev 1856 ledamot av vattenledningsöverstyrelsen och 1861 suppleant i gatuläggnings- och lyshållningsstyrelsen. För sina förtjänster överlät kung Karl XV honom i mitten av 1860-talet ett landområde vid Lilla Värtan söder om Lidingö bro, där Dahlgren lät uppföra föregångaren till dagens Villa Kusten för sig och sin familj. Där bodde han till sin död 1893.